# ナンシュンゴサウルス
ナンシュンゴサウルス（Nanshiungosaurus）は白亜紀に現在の中国に生息したテリジノサウルス類の獣脚類恐竜の属である。
現在のところこの属にはタイプ種のN. brevispinusともう一種N. bohliniが含まれている。

## 発見と命名

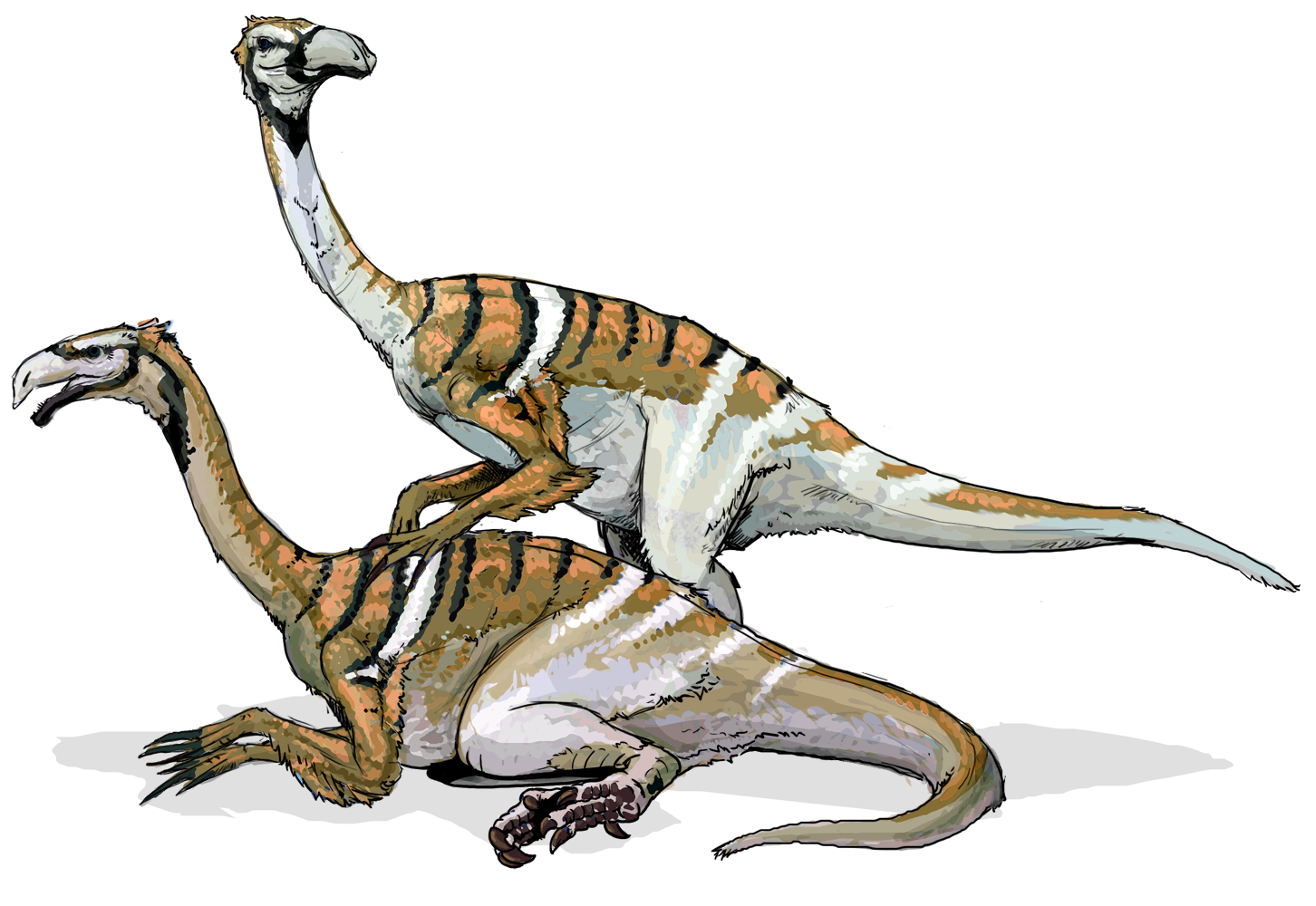
復元図

タイプ種Nanshiungosaurus brevispinus は1979年に董枝明により命名、記載された。属名は南雄（Nánxióng）にちなんでいる。種小名はラテン語で「短い」という意味のbrevis「棘」という意味のspinaから派生したもので、短い椎骨の棘を反映している。
ホロタイプ標本IVPP V4731は広東省の大坪鎮近郊にあるYuanpu Formationの白亜紀後期カンパニアンの地層から発見された。この標本は頭骨を欠き、11個の頸椎、10個の胴椎、6個の仙椎、そして分厚い骨盤からなる部分骨格である。この化石は最初、他の竜脚類に比べ短く厚い首という特徴から小型で奇妙な竜脚類であると考えられた。
1997年、董と尤海魯は1992年に馬鬃山鎮近郊で発見された骨格に基づき2つ目の種Nanshiungosaurus bohliniを命名、記載した。種小名はスウェーデンの古生物学者ビルエル・ボーリンに献名されたものである。ホロタイプはIVPP V 11116で上部新民堡層群の白亜紀前期バーレミアン-アプチアンの地層から発見された。この標本は11個の頸椎、5個の背部の椎骨、といくつかの肋骨のみで構成される。 董と尤は何の証拠も支持する論証も無くこの種をナンシュンゴサウルスの種としてしまった。共有派生形質の欠如を鑑みて、ユニークな特性を共有するものの N. brevispinusと大きく年代が異なるため、一般的には第2の種はおそらく独自の属のものであると考えられている。

## 特徴
グレゴリー･ポールは2010年にN. brevispinusを体長5 m、体重600 kgと推定した。  この種は独特の12個の頸椎を持っている。 仙椎の数は最初5個とされたが 、のちに6個と修正された。
"Nanshiungosaurus" bohlini はより大きく、ポールは体長6 m、体重1.3 tと推定している。

## 系統
N. brevispinusは1979年に董より、竜脚類であるという憶測のもとティタノサウルス亜科（Titanosaurinae）とされた。 1992年にこの種はセグノサウルス科とされたが、この科は今日テリジノサウルス科と呼ばれている。しかしながら、董は1997年にこの属の両種を分離してナンシュンゴサウルス科（Nanshungosauridae）とした。 分岐学的解析によればN. brevispinusはテリジノサウルス科の基底部に位置されるか 、もしくはその外群であるテリジノサウルス上科の基底に位置される。 2002年の徐星による厳密な定義の下ではナンシュンゴサウルスはテリジノサウルス科である。

## 参照
1. 1 2 3 4  Z. Dong, 1979, Cretaceous dinosaurs of Hunan, China. Mesozoic and Cenozoic Red Beds of South China: Selected Papers from the "Cretaceous-Tertiary Workshop", Institute of Vertebrate Paleontology and Paleoanthropology & Nanjing Institute of Paleontology (eds.), Science Press, Nanxiong, China pp. 342-350
2. ↑  Dong Z. and Yu H., 1997, "A new segnosaur from Mazongshan Area, Gansu Province, China", In: Dong (ed). Sino-Japanese Silk Road Dinosaur Expedition. China Ocean Press, Beijing. pp. 90-95
3. 1 2  Lindsay E. Zanno (2010). “A taxonomic and phylogenetic re-evaluation of Therizinosauria (Dinosauria: Maniraptora)”. Journal of Systematic Palaeontology 8 (4):  503–543. doi:10.1080/14772019.2010.488045.
4. 1 2  Paul, G.S., 2010, The Princeton Field Guide to Dinosaurs, Princeton University Press p. 158
5. ↑  Paul, G.S., 2010, The Princeton Field Guide to Dinosaurs, Princeton University Press p. 160
6. ↑  Zanno, L.E., 2008, A taxonomic and phylogenetic reevaluation of Therizinosauria (Dinosauria: Theropoda): Implications for the evolution of Maniraptora, PhD Thesis, The University of Utah. pp. 329
7. ↑  Z. Dong. 1992. Dinosaurian Faunas of China. China Ocean Press, Beijing pp. 188
8. ↑  Z. Dong and H. Yu, 1997, "A new segnosaur from Mazongshan area, Gansu Province, China". In: Z. Dong (ed.), Sino-Japanese Silk Road Dinosaur Expedition. China Ocean Press, Beijing pp. 90-95
9. ↑  L.E. Zanno, D.D. Gillette, L.B. Albright and A.L. Titus, 2009, "A new North American therizinosaurid and the role of herbivory in 'predatory' dinosaur evolution", Proceedings of the Royal Society B: Biological Sciences 276(1672): 3505–3511
10. ↑  Senter, P. (2007). "A new look at the phylogeny of Coelurosauria (Dinosauria: Theropoda)." Journal of Systematic Palaeontology, 5: 429-463 (doi:10.1017/S1477201907002143)
11. ↑  X. Xu, Z.-H. Zhang, P.C. Sereno, X.-J. Zhao, X.-W. Kuang, J. Han, and L. Tan, 2002, "A new therizinosauroid (Dinosauria, Theropoda) from the Upper Cretaceous Iren Dabasu Formation of Nei Mongol", Vertebrata PalAsiatica 40(3): 228-240